# Super Bowl XII
Super Bowl XII var den 12. udgave af Super Bowl, finalen i den amerikanske football-liga NFL. Kampen blev spillet 15. januar 1978 i Louisiana Superdome i New Orleans og stod mellem Dallas Cowboys og Denver Broncos. Cowboys vandt 27-10, og tog dermed den anden Super-Bowl titel i holdets historie.
For første, og hidtil eneste, gang i Super Bowl-historien deltes to spillere om MVP-prisen som kampens mest værdifulde spillere. De to var defensive tackle Randy White og defensive end Harvey Martin, begge fra Cowboys.
| NFL | Spire Denne artikel om NFL er en spire som bør udbygges. Du er velkommen til at hjælpe Wikipedia ved at udvide den. |